# Euploea claudia
Euploea claudia är en fjärilsart som beskrevs av Jean Baptiste Godart 1819. Euploea claudia ingår i släktet Euploea och familjen praktfjärilar. Inga underarter finns listade i Catalogue of Life.